# Roger Scotti
Roger Scotti (* 29. Juli 1925 in Marseille, Frankreich; † 12. Dezember 2001 ebenda) war ein französischer Fußballspieler, der meistens im offensiven Mittelfeld zum Einsatz kam. Er stand während seiner gesamten, von 1942 bis 1958 währenden, Karriere ausschließlich bei seinem Heimatverein Olympique Marseille unter Vertrag und ist mit 406 Pflichtspieleinsätzen dessen Rekordspieler.

## Biografie
Roger Scotti gilt als einer der größten „Techniker“ in der Geschichte von Olympique Marseille. Mit seinem Talent und seiner Persönlichkeit prägte er den Verein in den Nachkriegsjahren entscheidend. Bereits mit 17 Jahren gewann er mit OM den französischen Pokal (1943) und fünf Jahre später die Meisterschaft (1948).
Obwohl Scotti im Laufe seiner Karriere einige lukrative Angebote erhielt, ließ ihn die Verbundenheit zu seiner Heimatstadt nie über die Möglichkeit eines Wechsels nachdenken: „Marseille zu verlassen, würde mir das Herz brechen“, betonte er immer wieder. 
Neben seinen genialen Fähigkeiten als Fußballer verfügte er auch über eine gewisse Schlagfertigkeit, die in dem folgenden Wortwechsel mit seinem damaligen Vereinstrainer Henri Roessler ihren Ausdruck findet: 
An einem milden Sonntag ging Scotti auf Roessler zu und meinte: „Trainer, heute wäre es wohl besser, mit dünnen und kurzarmigen Trikots zu spielen statt mit diesen dickeren und langarmigen.“ Roessler, der sich auf keinen Disput einlassen wollte, entgegnete: „Ihr spielt so, wie ich es sage.“ Daraufhin nahm Scotti eine Schere, schnitt die Ärmel seines Trikots ab und hielt sie seinem Trainer hin: „Damit können Sie Ihre Schuhe auf Hochglanz bringen - und das Trikot werde ich selbstverständlich bezahlen.“ 
Scotti war der Lieblingsspieler von Vereinspräsident Louis-Bernard Dancausse, der Olympique von 1946 bis 1951 leitete. Es gibt jedoch Gerüchte aus jener Zeit, denen zufolge bei OM tatsächlich Scotti das Sagen hatte. 
Zweimal kam Scotti auch für die französische Nationalmannschaft zum Einsatz: am 1. November 1950 gegen Belgien (3:3) und am 7. Oktober 1956 gegen Ungarn (1:2).
Unmittelbar nachdem Scotti seine Karriere beendet hatte, stieg Olympique am Saisonende 1958/59 (erstmals in seiner Vereinsgeschichte) in die zweite Liga ab.